# Discoverer–13

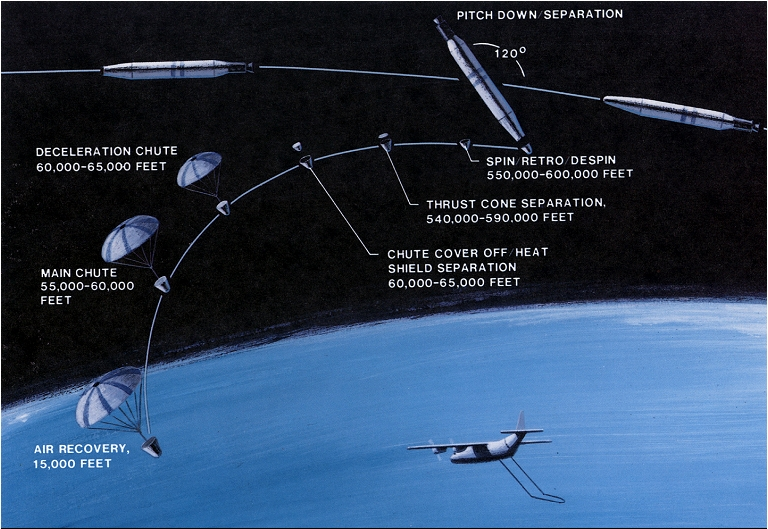
A filmmel visszatérő kapszula elkapásának műveletsora

A Discoverer–13 (1960 THE) amerikai felderítő műhold, az első olyan műtárgy, amelyik sikeresen visszatért a világűrből.

## Küldetés
Corona egy amerikai felderítő műhold-rendszer volt, amelyet a légierő (USAF) segítségével a CIA tudományos és technológiai igazgatósága üzemeltetett. A korai Corona kilövéseket a Discoverer–űrprogram mögé rejtették. Részben tudományos-technikai kísérletekre, illetve felderítési célokra alkalmazták.
A program célja, hogy a felderítési adatokat, képeket egy visszatérésre alkalmas kapszula hordozza. Elsősorban a Szovjetunió, valamit Kína területeiről gyűjtött – katonai és polgári – adatokat visszajuttatva lehetőséget adjon a támadó eszközök elhelyezéséről, mozgásáról, a kódolt kapcsolattartásról, a várható veszélyeztetésről, lehetővé téve a szükségszerű ellenintézkedéseket. A műholdrendszerrel igyekeztek kiváltani az U–2 kémrepülőgépeket.

## Jellemzői
1960. augusztus 10-én a légierő Vandenbergben lévő indítóállomásáról egy Thor-Agena A hordozórakétával indították Föld körüli pályára. Orbitális magasságban (130 kilométer) a hordozóeszköz utolsó fokozatát pneumatikus nitrogénsugarak (hideg-gázrakéták) segítségével fordították meg, illetve állították a tervezett pályára. A műholdat beépítették az utolsó fokozatba. A műhold alakja kúp, amelyhez a rakétafokozat hengere kapcsolódik. Horizontérzékelő berendezése segítségével stabilizálták hossztengelye mentén.  Az energiát nikkel-kadmium akkumulátorok biztosították. A mérési adatokat két, különböző frekvencián működő rádióadó továbbította a földi vevőállomásokra. A műhold pályája 94 perces, 82,9 fok hajlásszögű (sarki pálya), elliptikus pálya perigeuma 258 kilométer, az apogeuma 683 kilométer volt. Az utolsó rakétafokozat 1,5 méter átmérőjű, 5,85 méter hosszú, tömege 3850 kilogramm. A műszeregység tömege 853 kilogramm, a visszatérő kapszula 140 kilogramm, 84 centiméter átmérőjű és 69  centiméter magas volt.
A fő egység földi parancsra augusztus 11-én a visszatérő kapszulát a Csendes-óceán fölött kilőtte. Az exponált filmet (fekete-fehér, illetve az amerikai zászlót) a műhold a speciálisan kiképzett kapszulájában juttatta vissza a légkörbe, ahol egy adott magasságtól (15 000 méter) ejtőernyővel ereszkedett lejjebb. A kapszula (fény és rádiójelzések) kíséretében Honolulutól 160 kilométerre a Csendes-óceánba esett. Mentőhelikopter és búvárok közreműködésével emelték hadihajóra. A kapszulát úgy tervezték, hogy sikertelen ejtőernyős elfogás esetén egy ideig még lebegjen a tenger felszínén, majd süllyedjen el. Nem volt telepítve felderítési műszer, eszközpark. A zászlót 1960. augusztus 15-én ajándékozták Dwight D. Eisenhower elnöknek. A fő egység, aktív szolgálatát befejezve 1960. november 14-én a Föld légkörében elégett.

## Külső hivatkozások
- Discoverer–13. nasa.gov. (Hozzáférés: 2012. november 23.)

| Elődje: Discoverer–12 | Discoverer műholdak 1959–1962 | Utódja: Discoverer–14 |